# Saúva-preta
Saúva-preta (nome científico: Atta robusta) é uma espécie de formiga cortadeira do gênero Atta descrita em 1939 por Thomas Borgmeier. Em 2005, foi incluída na Lista de Espécies da Fauna Ameaçadas do Espírito Santo (vulnerável). Em 2014, como vulnerável na Portaria MMA N.º 444 de 17 de dezembro de 2014; e em 2018, como vulnerável no Livro Vermelho da Fauna Brasileira Ameaçada de Extinção do Instituto Chico Mendes de Conservação da Biodiversidade (ICMBio).

## Etimologia
Saúva, que é uma designação comum às formigas do gênero Atta, originou-se no tupi ïsa'uwa e designa, em sentido literal, tais insetos. Também foi registrado como içauba. Sua primeira ocorrência foi em 1587 como usauba/ussaúba. Depois reapareceu em cerca de 1767 como sauga, em 1786 como sauba, em 1833 como saúba, em 1873 como sauva e 1874 como saúva

## Distribuição
A espécie é endêmica do Brasil, sendo encontrada em diversas regiões. Por exemplo, foi identificada em pesquisa no norte do país, na ilha de Marajó, no estado do Pará.

## Ecologia
As formigas da espécie podem ter um papel na dispersão da progênie de icica (Protium icicariba). Elas não modificam o solo em volta de seus formigueiros, um comportamento diferente de outras formigas cortadeiras.